# 스테파노 아바티

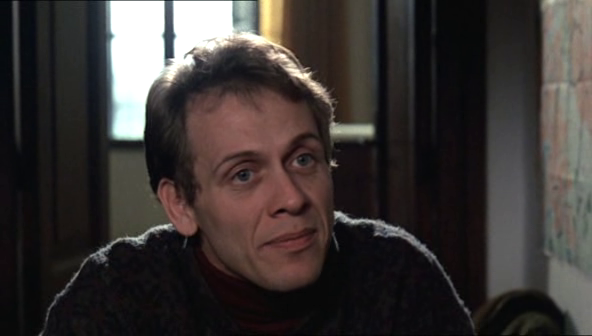

스테파노 아바티(Stefano Abbati, 1955년 2월 23일 ~ )는 이탈리아의 배우이다.
리미니에서 태어났다.

## 영화
- 나의 어머니 (2015년) - 페드리코 역
- 베스트 오브 유스 (2003년)
- 아들의 방 (2001년)
- 이 세계의 것이 아닌 (1999년)
- 세컨드 와이프 (1998년) - 지오 움베르토 역
- 코르티나의 여인 (1994년)
- 결혼 형을 언도받다 (1993년)
- 모로 사건 (1986년)
- 육체의 악마 (1986년)